# Dansk sport i smaaglimt
Dansk sport i smaaglimt er en dansk dokumentarfilm fra 1944, der er instrueret af Lau Lauritzen Jr..

## Handling
Sportsfolk træner i svømning, udspring, skihop, boksetræning + kamp, orienteringsløb, gymnastikopvisning, højdespring, diskoskast, løb, spydkast, stangspring og fodbold.